# USS Pope (DD-225)
Lo USS Pope (hull classification symbol DD-225) fu un cacciatorpediniere della United States Navy, entrato in servizio nell'ottobre 1920 come parte della classe Clemson.
Dopo un breve periodo di servizio in forza all'Atlantic Fleet, dall'agosto 1922 il Pope fu trasferito in organico alla United States Asiatic Fleet di stanza nelle Filippine statunitensi, trascorrendo l'intero periodo interbellico schierato nelle acque dell'Estremo Oriente; durante questo periodo il cacciatorpediniere fu più volte inviato nei porti della Cina per difendere gli interessi degli Stati Uniti nel paese, in particolare durante i turbolenti anni del "periodo dei signori della guerra" e della seconda guerra sino-giapponese.
Dopo l'entrata degli Stati Uniti nella seconda guerra mondiale nel dicembre 1941, il Pope prese parte agli scontri della campagna delle Indie orientali olandesi contro i giapponesi, inquadrato nelle forze navali dell'American-British-Dutch-Australian Command: la nave combatté alla battaglia di Balikpapan nel gennaio 1942 e alla battaglia dello Stretto di Badung nel febbraio seguente, finendo infine affondato da attacchi aerei e navali giapponesi nel corso della seconda battaglia del Mare di Giava il 1º marzo 1942.

## Storia

### Periodo interbellico

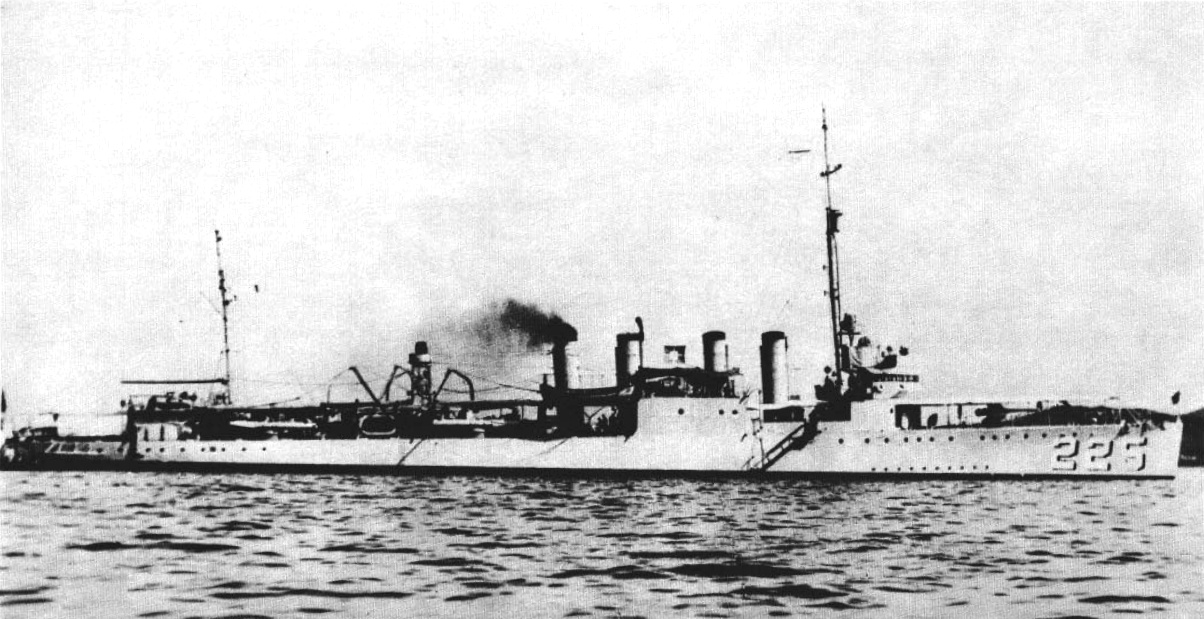
Il Pope fotografato in Cina durante il periodo interbellico

Impostata il 9 settembre 1919 nei cantieri della William Cramp & Sons di Filadelfia, la nave venne varata il 23 marzo 1920 con il nome di Pope in onore di John Pope, ufficiale della US Navy attivo durante la guerra di secessione americana; madrina del varo fu Mary Augusta Wyse Benson, bisnipote di John Pope e moglie del primo Chief of Naval Operations della US Navy, l'ammiraglio William S. Benson. La nave entrò quindi ufficialmente in servizio il 27 ottobre 1920 presso il Philadelphia Navy Yard, venendo assegnata alla riserva dell'Atlantic Fleet; tra la fine del 1920 e i primi mesi del 1922 il Pope fu impegnato in manovre di addestramento nelle acque dell'oceano Atlantico al largo della East Coast, comprensive anche di alcuni rischieramenti nella base navale di Guantánamo a Cuba. Il 12 giugno 1922 il Pope salpò da Filadelfia per intraprendere una traversata dell'Atlantico, arrivando a Gibilterra il 29 giugno seguente. Da qui il cacciatorpediniere proseguì la navigazione attraverso il mar Mediterraneo fino al canale di Suez, valicato il 15 luglio; dopo aver attraversato l'oceano Indiano con soste nei porti di Colombo e Singapore, il Pope arrivò infine il 26 agosto a Yantai in Cina dove entrò in servizio con la United States Asiatic Fleet.
Il Pope trascorse quindi il resto del periodo interbellico schierato nelle acque dell'Estremo Oriente, svolgendo visite di rappresentanza nei porti della zona, proteggendo il possedimento delle Filippine statunitensi e rappresentando e difendendo gli interessi degli Stati Uniti nella regione. Negli anni 1920 il cacciatorpediniere fu più volte assegnato alla Yangtze Patrol, svolgendo turni di servizio nelle acque della Cina al fine di proteggere le vite e le proprietà dei cittadini statunitensi durante il lungo periodo di anarchia politica e militare che afflisse il paese (il cosiddetto "periodo dei signori della guerra"); i dispiegamenti operativi al largo della Cina si alternarono con rientri nella base di Manila per svolgere lavori di manutenzione e manovre di addestramento con le unità dell'Asiatic Fleet nelle acque delle Filippine, nonché con visite diplomatiche nei porti delle Indie orientali olandesi (marzo 1923), del Giappone (aprile 1924 e settembre 1928) e dell'Indocina francese (aprile 1926 e ottobre 1927).
Gli incarichi del Pope non mutarono più di tanto negli anni 1930. Anche dopo la presa del potere in Cina da parte del Kuomintang e il normalizzarsi della situazione interna al paese, il cacciatorpediniere continuò a essere rischierato nei porti cinesi di Yantai, Shanghai e Tsingtao al fine di "mostrare la bandiera" e tutelare gli interessi statunitensi nella zona; la nave intervenne anche per evacuare i cittadini statunitensi durante gli scontri armati a Shanghai del gennaio-marzo 1932 tra cinesi e giapponesi. Per il Pope continuarono poi le manovre di addestramento nelle acque delle Filippine nonché le visite di rappresentanza nei porti della zona: il cacciatorpediniere fu inviato in visita in Giappone nell'aprile 1934, nell'Indocina francese nell'ottobre 1935 e a Singapore e nelle Indie olandesi nel novembre-dicembre 1936; gli incarichi operativi furono intervallati da soste per lavori di manutenzione nei cantieri della base navale di Cavite vicino Manila.
Dopo lo scoppio della seconda guerra sino-giapponese nel luglio 1937, tra il settembre e il novembre di quell'anno il Pope fu inviato varie volte a Tsingtao e Lianyungang per evacuare dalla zona di combattimento i cittadini statunitensi ivi presenti. Nel maggio 1939 invece il Pope fu dislocato a Xiamen (Amoy) per rappresentare e difendere gli interessi statunitensi in zona, in particolare dopo l'invasione da parte delle forze giapponesi dell'insediamento internazionale della città e le conseguenti proteste diplomatiche dei governi di Washington, Londra e Parigi; nel giugno seguente il cacciatorpediniere fu invece dislocato a Shantou per proteggere l'evacuazione dei residenti europei dopo l'invasione della città da parte delle truppe giapponesi. I dispiegamenti nei porti della Cina, con visite a Shanghai e Tsingtao, continuarono anche negli ultimi mesi del 1939 e nel corso del 1940, intervallanti da rientri nelle Filippine per manovre di esercitazione  e da turni di lavori di manutenzione nei cantieri di Cavite; il cacciatorpediniere rimase poi nella zona di Manila per gran parte del 1941, salvo che per alcune manovre di esercitazione svolte nelle Filippine meridionali.

### La seconda guerra mondiale

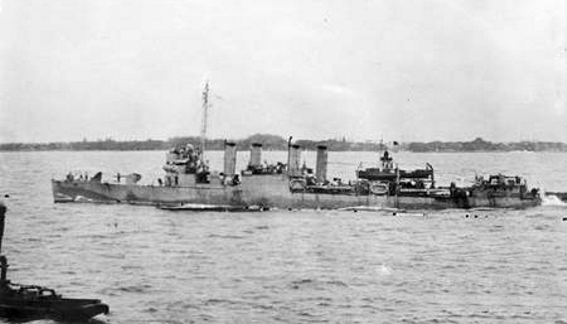
Il Pope fotografato in navigazione nel febbraio 1942

Nelle prime ore dell'8 dicembre 1941 il Pope si trovava alla fonda a Manila quando l'equipaggio fu informato dell'avvenuto attacco giapponese a Pearl Harbor (dove, per effetto della linea internazionale del cambio di data, era la mattina del 7 dicembre), e della conseguente apertura delle ostilità tra Giappone e Stati Uniti. Il 10 dicembre il cacciatorpediniere sfuggì indenne a un violento bombardamento della baia di Manila da parte dei velivoli giapponesi, che lasciò semidistrutta la base navale di Cavite; come il resto delle forze navali di superficie dell'Asiatic Fleet, il Pope ricevette l'ordine di evacuare le Filippine e trasferirsi nelle più sicure Indie olandesi. Salpato da Manila nel pomeriggio del 10 dicembre in compagnia del cacciatorpediniere USS John D. Ford e di tre navi ausiliarie, il Pope si ricongiunse in mare il 12 dicembre con gli incrociatori USS Houston e USS Boise, scortandoli prima a Balikpapan e quindi a Surabaya sull'isola di Giava dove le unità statunitensi arrivarono il 24 dicembre. Il 30 dicembre il Pope lasciò Surabaya di scorta a un piccolo convoglio statunitense, il quale raggiunse Darwin in Australia il 6 gennaio 1942; due giorni dopo il Pope, altri quattro cacciatorpediniere e gli incrociatori Boise e USS Marblehead lasciarono Darwin per rientrare a Giava di scorta alla nave trasporto olandese Bloemfontein, carica di truppe e armamenti statunitensi diretti a rinforzare la guarnigione delle Indie olandesi.
Il Pope fu quindi assegnato alle forze navali inter-alleate dell'American-British-Dutch-Australian Command (ABDA Command) che stavano tentando di arginare le offensive giapponesi nella zona delle Indie olandesi. Dopo una sortita in direzione di Celebes il 13 gennaio a caccia di navi giapponesi segnalate in zona, conclusasi però senza alcun contatto con il nemico, il 21 gennaio il Pope e altri tre cacciatorpediniere statunitensi diressero verso Balikpapan dopo notizie circa lo sbarco di forze nipponiche in zona. La successiva battaglia di Balikpapan rappresentò il primo scontro vittorioso per le forze navali statunitensi nel conflitto: muovendo in linea di fila, nelle prime ore del 24 gennaio i cacciatorpediniere statunitensi penetrarono nella rada di Balikpapan e colsero di sorpresa le navi del convoglio d'invasione giapponese, bersagliandole di siluri e colpi di cannone prima di ritirarsi senza aver subito alcuna perdita; nel corso dello scontro gli statunitensi affondarono tre navi da trasporto e un piccolo pattugliatore giapponese, oltre a danneggiare altre due navi da trasporto. Il Pope fu accreditato dell'affondamento del trasporto Sumanoura Maru , saltato in aria dopo essere stato silurato, nonché del pattugliatore No. 37 in congiunzione con il cacciatorpediniere USS Parrott; il comandante del Pope, capitano di corvetta Welford Charles Blinn, fu insignito di una Navy Cross per le sue azioni nella battaglia.
Nei giorni successivi il Pope scortò alcuni convogli tra Surabaya, Tjilatjap e Darwin, prima di unirsi alle forze navali dell'ABDA Command sortite la notte tra il 19 e il 20 febbraio per tentare di intercettare la flotta d'invasione giapponese intenta a sbarcare truppe a Bali; l'intenzione era quella di replicare la fortunata incursione di Balikpapan, ma la successiva battaglia dello Stretto di Badung si rivelò un insuccesso per le forze degli Alleati. Il Pope fu aggregato al primo scaglione delle forze dell'ABDA comandate dal schout-bij-nacht (retroammiraglio) olandese Karel Doorman, comprendente anche gli incrociatori Hr. Ms. De Ruyter e Hr. Ms. Java e i cacciatorpediniere Hr. Ms. Piet Hein e USS John D. Ford; giunte in vista dell'estremità meridionale di Bali alle 21:30 del 19 febbraio, le unità di Doorman imboccarono lo stretto di Badung finendo con l'incappare alle 22:30 nelle unità giapponesi (quattro cacciatorpediniere di scorta a due navi da trasporto), dando inizio a un confuso scontro a colpi di cannone e siluro. Il Pope e il Ford scambiarono colpi con i cacciatorpediniere giapponesi Asashio e Oshio, ma dopo essere rimasti separati dagli incrociatori di Doorman e aver assistito al siluramento del cacciatorpediniere Piet Hein (colpito anche, nella confusione dello scontro, da alcune cannonate statunitensi), invertirono la rotta e ripiegarono verso sud, per rientrare a Tjilatjap la mattina del 21 febbraio. Il comandante Blinn ottenne comunque una seconda Navy Cross per aver districato la sua nave da questa confusa azione.

### L'affondamento

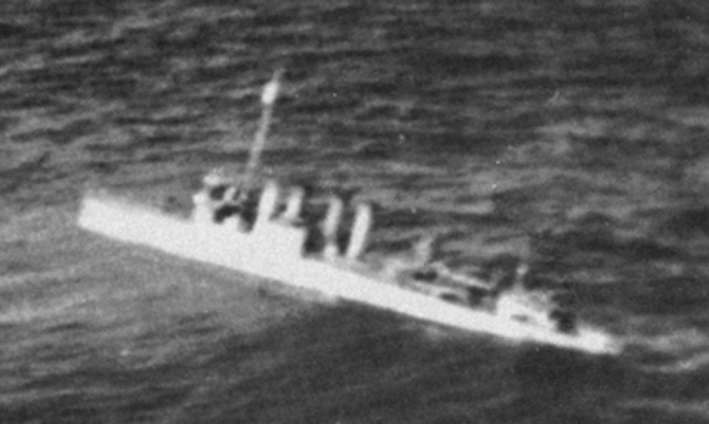
Lo scafo del Pope fotografato dall'alto poco prima del suo affondamento il 1º marzo 1942

Dopo aver trasportato del personale da Tjilatjap all'Isola di Natale ed essersi rifornito di siluri dalla nave appoggio Black Hawk qui ancorata, il Pope rientrò a Surabaya per unirsi nuovamente alle forze navali dell'ABDA Command, mobilitate per fronteggiare l'imminente invasione anfibia giapponese di Giava. Il cacciatorpediniere accusò tuttavia problemi all'apparato motore che richiesero lavori di riparazione d'emergenza nei cantieri di Surabaya il 26 e 27 febbraio; per tale ragione il Pope non poté partecipare alla sortita delle forze dell'ABDA e alla seguente battaglia del Mare di Giava il 27 febbraio, al termine della quale gli Alleati subirono una pesante sconfitta. Le superstiti unità della formazione alleata si riunirono a Surabaya il 28 febbraio: le forze giapponesi stavano ormai sbarcando su Giava, e visto che non c'era modo per i bastimenti alleati di impedirlo questi ultimi ricevettero l'ordine di ritirarsi. Gli altri quattro superstiti cacciatorpediniere statunitensi dell'ABDA Command ricevettero l'ordine di salpare verso est e raggiungere l'Australia via stretto di Badung; al Pope, l'unico cacciatorpediniere alleato armato con una scorta completa di siluri, fu invece ordinato di salpare verso ovest e di scortare a Ceylon, in coppia con il cacciatorpediniere HMS Encounter, l'incrociatore pesante britannico HMS Exeter, rimasto gravemente danneggiato nella battaglia del 27 febbraio: l'Exeter aveva un pescaggio troppo elevato per poter transitare con sicurezza per lo stretto di Badung, e doveva per forza di cose usare lo stretto della Sonda a occidente di Giava.
Le tre unità anglo-statunitensi lasciarono Surabaya alle 19:00 del 28 febbraio, dirigendo inizialmente verso est per poi piegare a nord passando a oriente dell'isola di Bawean e infine fare rotta verso ovest alla volta dello stretto della Sonda, procedendo attraverso le acque del Mar di Giava; la formazione doveva procedere a velocità ridotta a causa dei danni patiti dall'Exeter. Le navi alleate furono ben presto avvistate dai ricognitori giapponesi, e una formazione navale forte di quattro incrociatori pesanti e altrettanti cacciatorpediniere nipponici fu subito diretta al loro intercettamento; le navi alleate furono avvistate alle 07:50 del 1º marzo, e i giapponesi serrarono subito le distanze per attaccarle. Il Pope cercò di coprire l'incrociatore con una cortina fumogena e mise a segno un colpo di cannone su un cacciatorpediniere giapponese, ma non poté impedire che alle 11:20 l'Exeter fosse colpito in un punto vitale rimanendo immobile nell'acqua; l'incrociatore venne ben presto finito dal fuoco nemico affondando alle 11:50. Poco prima anche l'Encounter era stato immobilizzato dal tiro giapponese, finendo con l'affondare intorno alle 12:20; rimasto solo, il Pope esaurì la sua scorta di siluri senza tuttavia mettere a segno alcun centro sulle navi nemiche, per poi cercare di fuggire sfruttando la copertura di un piovasco.
L'inteso scontro a fuoco aveva stressato il fragile apparato motore del Pope, obbligandolo a procedere a velocità ridotta. Alle 12:15 un aereo da ricognizione giapponese avvistò il cacciatorpediniere mentre cercava di passare da un fronte nuvoloso a un altro, dirigendo su di lui alle 12:30 una formazione di sei bombardieri Nakajima B5N decollati dalla portaerei Ryujo: il Pope riuscì a evitare le bombe sganciate ai suoi danni, ma un ordigno esplose vicino allo scafo a poppa sotto la linea di galleggiamento, aprendo uno squarcio da cui l'acqua si riversò copiosa e disallineando l'albero motore di sinistra, cosa che obbligò allo spegnimento di metà dell'apparato motore della nave riducendo ulteriormente la velocità. Alle 12:40, mentre il cacciatorpediniere tentava in qualche modo di evadere ulteriori attacchi aerei giapponesi, il comandante Blinn ordinò di preparare l'abbandono della nave e il suo autoaffondamento; mentre l'equipaggio evacuava lo scafo, sulla scena comparvero gli incrociatori Ashigara e Myoko che presero a bersagliare l'immobile Pope. Centrato in pieno, il cacciatorpediniere affondò infine nella posizione 4°00′S 111°30′E.
L'evacuazione dell'equipaggio si era svolta con un certo ordine e nell'affondamento del Pope solo un marinaio perse la vita, mentre altri otto rimasero feriti tra cui il comandante Blinn; quest'ultimo avrebbe poi ricevuto una terza Navy Cross per le sue azioni nello scontro del 1º marzo 1942. Gli aerei giapponesi mitragliarono due volte, senza causare danni, le zattere e le scialuppe su cui avevano preso posto i naufraghi del Pope, ma le navi nipponiche si allontanarono dal luogo dello scontro senza prestare loro altre attenzioni. I 152 naufraghi statunitensi rimasero a vagare nelle acque del Mare di Giava con poco cibo e poca acqua fino al 3 marzo, quando furono avvistati e soccorsi dal cacciatorpediniere giapponese Inazuma; condotti a Makassar, furono messi in detenzione in un campo per prigionieri di guerra posto poco fuori dalla città, anche se Blinn e gli altri ufficiali furono poi trasferiti in un campo di lavoro in Giappone nell'aprile 1942. I marinai del Pope rimasero prigionieri dei giapponesi fino alla conclusione delle ostilità nel settembre 1945; 27 o 29 di essi morirono in detenzione prima della liberazione.
Per il suo servizio nella seconda guerra mondiale, il Pope fu insignito della Presidential Unit Citation nonché di due Battle star.